# Ніна Аріанда
Ніна Аріанда Матійцьо (нар. 18 вересня 1984, Мангеттен, Нью-Йорк, штат Нью-Йорк, США) — американська акторка театру та кіно українського походження. Лавреатка театральної премії Тоні за 2012 рік.

## Дитинство та юність
Ніна Аріанда, народилася на Мангеттені (Нью-Йорк), в українській родині Петра та Лесі Матійцьо. В дитинстві Ніна була членом української скаутської організації «Пласт».
Дитинство пройшло в американському містечку Кліфтон, що в штаті Нью-Джерсі та в німецькому місті Гайдельберг, що в землі Баден-Вюртемберг.

## Освіта
Навчалася у Нью-Йоркському університеті в Школі мистецтв Тіша за англ. Graduate Acting Program. У 2009 році здобула ступінь магістра вишуканих мистецтв.

## Кар'єра
У квітні 2011 року відбувся дебют Аріанди на Бродвеї. Ніна зіграла одну з провідних ролей — Біллі Давн у п'єсі Ґарсона Каніна (англ. Garson Kanin) «Народжена вчора» (англ. Born Yesterday).

## Фільмографія
| Рік       |   | Українська назва                             | Оригінальна назва                                           | Роль                 |
| --------- | - | -------------------------------------------- | ----------------------------------------------------------- | -------------------- |
| 2010      | ф |                                              | William Vincent                                             | мила жінка №2        |
| 2011      | ф | Перемагай                                    | Win Win                                                     | Шеллі                |
| 2011      | ф | Небо і земля                                 | Higher Ground                                               | Венді Вокер          |
| 2011      | ф | Опівночі в Парижі                            | Midnight in Paris                                           | Керол Бейтс          |
| 2011      | ф | Як обікрасти хмарочос                        | Tower Heist                                                 | Ловенко              |
| 2011      | с | Гарна дружина                                | The Good Wife                                               | Гретхен Баттіста     |
| 2012      | с | 30 потрясінь                                 | 30 Rock                                                     | Заріна               |
| 2013      | ф | Щасливчики                                   | Lucky Them                                                  | Дана                 |
| 2013      | ф | Зникнення Елеанор Ріґбі                      | The Disappearance of Eleanor Rigby                          | Алексіс              |
| 2013      | с | Заручники                                    | Hostages                                                    | Лорен                |
| 2014      | ф | Гангста Love                                 | Rob the Mob                                                 | Роуз Марі            |
| 2014      | ф | Приниження                                   | The Humbling                                                | Сибіл Ван Бюрен      |
| 2015      | с | Ганнібал                                     | Hannibal                                                    | Моллі Ґрем           |
| 2015      | с | Нездара у всьому                             | Master of None                                              | Еліс                 |
| 2016      | с | Горас та Піт                                 | Horace and Pete                                             | Меґґі                |
| 2016      | ф | Флоренс Фостер Дженкінс                      | Florence Foster Jenkins                                     | Аґнес Старк          |
| 2016      | с | Криза в шістьох сценах                       | Crisis in Six Scenes                                        | Лорна                |
| 2016—2021 | с | Голіаф                                       | Goliath                                                     | Петті Соліс-Папагіан |
| 2017      | ф | Тебе тут не було                             | Never Here                                                  | Маргерет Локвуд      |
| 2018      | ф | Стен і Оллі                                  | Stan & Ollie                                                | Іда Китаєва Лорел    |
| 2019      | ф | Річард Джуелл                                | Richard Jewell                                              | Надія                |
| 2019      | с | Мільярди                                     | Billions                                                    | Ребекка Канту        |
| 2021      | ф | Бути Рікардо                                 | Being the Ricardos                                          | Вівіан Венс          |
| 2023      | ф | Брати Вентура: Промениста кров серця бабуїна | The Venture Bros.: Radiant Is the Blood of the Baboon Heart | Мантілла             |
| 2023      | с | Дивовижна місіс Мейзел                       | The Marvelous Mrs. Maisel                                   | Геді                 |
| 2024      | ф |                                              | Bang Bang                                                   | Джен                 |
| 2024      | ф | Жадібні люди                                 | Greedy People                                               | Дебора               |

## Нагороди та номінації
| Рік  | Нагорода                         | Категорія                              | Робота          | Результат |
| ---- | -------------------------------- | -------------------------------------- | --------------- | --------- |
| 2010 | Премія «Театральний світ»        |                                        | Венера у хутрах | Перемога  |
| 2010 | Премія Люсіль Лортель            | Найкраща головна жіноча роль у виставі | Венера у хутрах | Перемога  |
| 2010 | Премії Зовнішнього кола критиків | Найкраща жіноча роль у виставі         | Венера у хутрах | Номінація |
| 2010 | Премія Кларенса Дервента         | Найперспективніша акторка              | Венера у хутрах | Перемога  |
| 2011 | Драма Деск                       | Найкраща жіноча роль у виставі         | Народжена вчора | Номінація |
| 2011 | Премія Ліги Драми                | Видатне виконання                      | Народжена вчора | Номінація |
| 2011 | Премії Зовнішнього кола критиків | Найкраща жіноча роль у виставі         | Народжена вчора | Перемога  |
| 2011 | Тоні                             | Найкраща головна жіноча роль у виставі | Народжена вчора | Номінація |
| 2012 | Тоні                             | Найкраща головна жіноча роль у виставі | Венера у хутрах | Перемога  |